# Picus canus
El pito cano (Picus canus) es una especie de ave piciforme de la familia Picidae que vive en Eurasia.

## Descripción

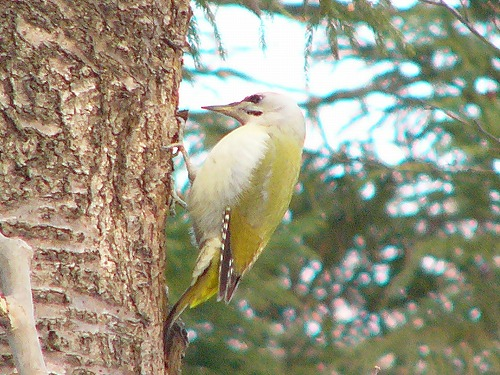

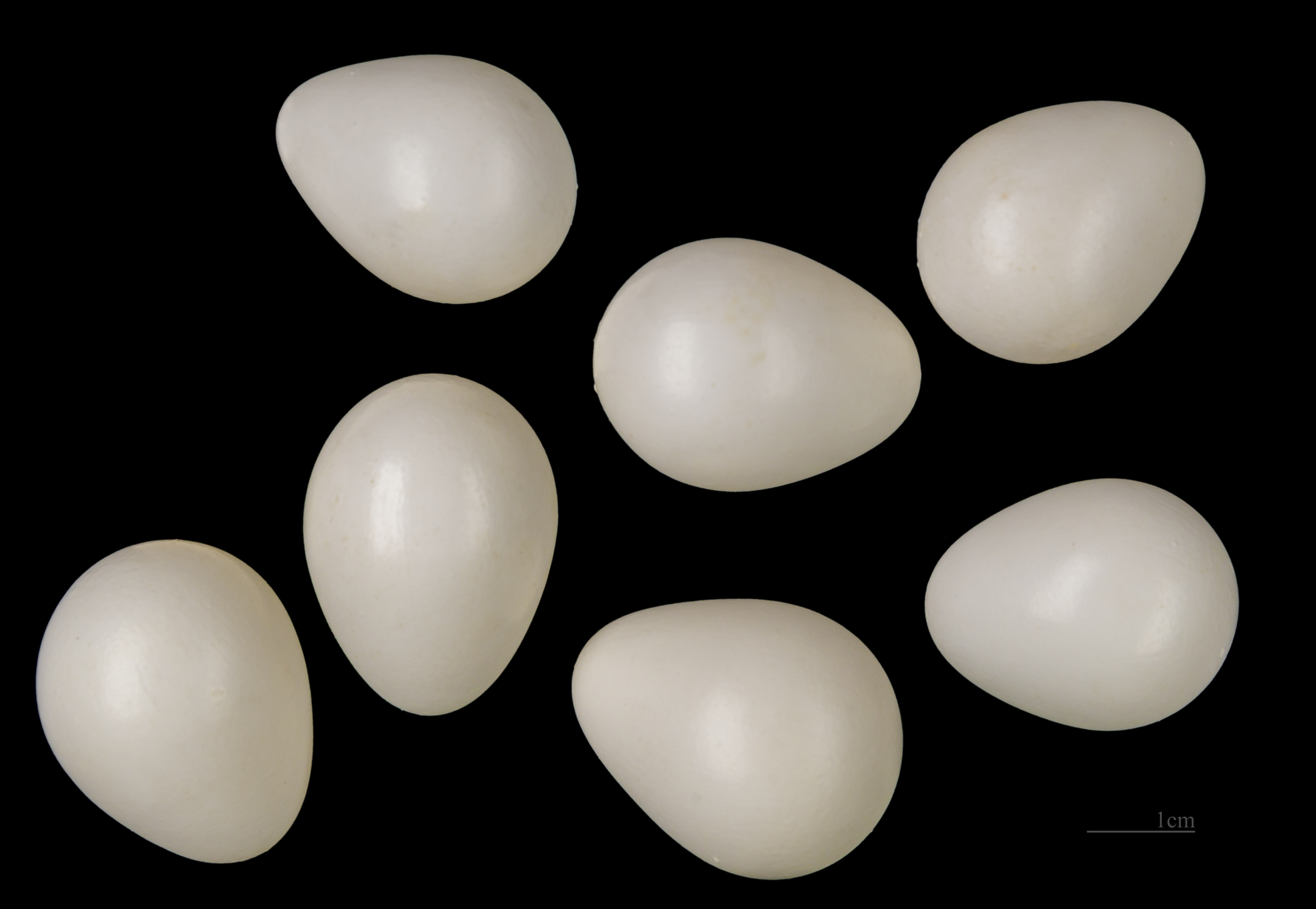
Huevos dePicus canus

Mide entre 25–28 cm de largo y pesa entre 130-180 gramos. Sus partes superiores son verdes, a excepción de la cabeza y cuello que son de color gris claro como las partes inferiores, y su obispillo que es amarillo. Además sus plumas primarias son negruzcas y están listadas en blanco. Presentan bigoteras negras, y los machos tienen el píleo rojo. 
Su plumaje se parece al de su pariente cercano, el pito real, aunque se diferencia de él por la mayor extensión del gris en cabeza y cuello, tener el cuello más corto y el pico más fino.

## Distribución y hábitat
Se encuentra en gran parte de la Eurasia templada, extendiéndose desde Francia y el sur de Escandinavia hasta Corea y el norte de Japón. En la zona oriental se adentra por el este de China hacia la zona cálida meridional llegando a Indochina, la península malaya y Sumatra; además de adentrarse por el oeste en el Himalaya y sus estribaciones orientales. 
El pito cano vive en los bosques de hoja ancha, principalmente caducifolios, y los bosques mixtos.

## Comportamiento
En verano se alimenta de larvas de escarabajos y otros insectos y gusanos, mientras que en invierno come bellotas y otras semillas. 
Crían a partir de mayo y ponen de cinco a diez huevos, que tardan en incubar entre 15 y 17 días. Ambos progenitores se encargan de criar a los polluelos, que tardan en dejar el nido un mes.